# Presa de Malpaso (Aguascalientes)
La Presa de Malpaso, ubicada en el municipio de Calvillo, en el estado de Aguascalientes, México, es un monumento histórico que ha sido testigo del desarrollo agrícola y turístico de la región. Esta estructura hidráulica, erigida en la Época de las Haciendas a finales del siglo XVII y principios del siglo XVIII, ha sido un pilar fundamental en el aprovechamiento de los recursos hídricos para el riego agrícola y un destino turístico emblemático por su excepcional belleza natural y las diversas actividades recreativas que ofrece a sus visitantes.

## Historia
La construcción de la Presa de Malpaso data del año 1841, durante la Época Colonial, por iniciativa de los señores Raymundo y José María Velasco. La cortina original, hecha de piedra, fue ampliada y reconstruida posteriormente, alcanzando una altura actual de 28.5 metros. Desde entonces, ha sido sometida a diversas ampliaciones y mantenimientos periódicos para garantizar su funcionamiento adecuado.
Durante el siglo XIX, la presa experimentó un período de expansión y desarrollo, siendo una de las pocas en la región que se mantuvo operativa y en constante mejora. A diferencia de muchas otras estructuras similares de la época, la Presa de Malpaso recibió atención continua y significativa por parte de sus propietarios, lo que permitió su adaptación a las crecientes necesidades agrícolas de la zona.

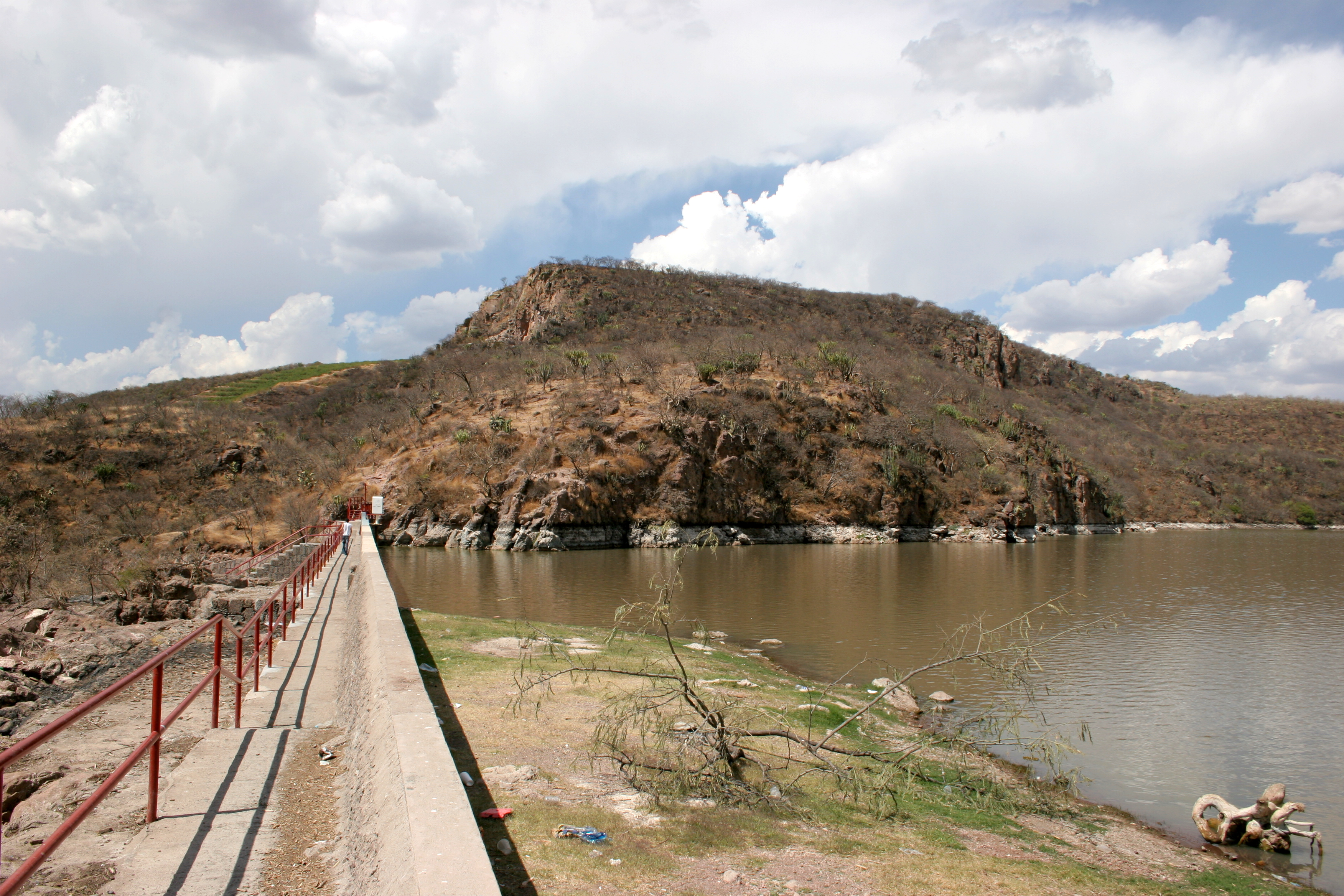
Vista de la cortina de la presa de Malpaso.

## Importancia cultural y patrimonial
La Presa de Malpaso ha sido un elemento clave en el desarrollo agrícola de la región, destinando el agua almacenada para el riego de aproximadamente 750 hectáreas de tierras agrícolas y beneficiando a cerca de 600 usuarios del municipio de Calvillo. Además, su ubicación en las faldas de la Sierra de Laurel la convierte en un atractivo turístico de gran relevancia, atrayendo a visitantes y turistas durante todo el año.

## Características físicas
La presa tiene una capacidad de almacenamiento de aproximadamente 6.2 millones de metros cúbicos de agua y su cortina, de mampostería, tiene una longitud de 80 metros. y una altura de 28.5 metros Su diseño y estructura han resistido el paso del tiempo, manteniendo su solidez y funcionalidad a lo largo de los años.

## Flora y fauna
El entorno natural que rodea a la Presa de Malpaso es hogar de una diversa variedad de flora y fauna. En las inmediaciones de la presa, se pueden encontrar especies vegetales típicas de la región semiárida, como cactáceas, arbustos y árboles adaptados a condiciones de escasez de agua. Entre las especies más comunes se encuentran el mezquite, el huizache y el nopal, que forman parte del paisaje característico de la zona. 
En cuanto a la fauna, la presa y sus alrededores son hábitat de diversas especies de aves acuáticas y terrestres, así como de mamíferos y reptiles. Entre las aves que se pueden observar en la zona se encuentran el quebrantahuesos, el águila real, el halcón peregrino, patos y zopilotes. Además, la presa es conocida por albergar poblaciones de peces, como la lobina o black bass, que atraen a aficionados a la pesca deportiva durante todo el año.

## Atractivos turísticos y actividades recreativas
El atractivo estético de la Presa de Malpaso se ve realzada durante la época de lluvias, cuando las aguas rebasan el límite de la cortina formando cascadas que atraen la atención de los visitantes. Además, la presa ofrece una amplia variedad de actividades recreativas, como paseos en lancha, pesca deportiva, paseos a caballo, ciclismo de montaña, deportes extremos y camping. En sus alrededores, se pueden encontrar rincones gastronómicos que ofrecen platillos a base de pescados y mariscos, así como hospedaje en cabañas y cañones para explorar.